# Vroeger
Vroeger is een lied van de Nederlandse rapper Josylvio in samenwerking met de Nederlandse producer Esko. Het werd in 2019 als single uitgebracht en stond in hetzelfde jaar als zesde track op het album Gimma.

## Achtergrond
Vroeger is geschreven door Joost Theo Sylvio Yussef Abdelgalil Dowib en Stacey Walroud en geproduceerd door Esko. Het is een nummer uit het genre nederhop. In het lied zingt de rapper over een meisje dat hij nog kent van toen hij jong was, maar die nu niet meer met hem wil praten. De single heeft in Nederland de platina status.
Het is niet de eerste keer dat de twee artiesten met elkaar samenwerken. Dit deden zij eerder al op Hey meisje, Dichterbij, Bye, bye, bye en Leugens. Ze herhaalden de samenwerking op Breng mij terug, Flamboyant en 10 racks.

## Hitnoteringen
De rapper had succes met het lied in de hitlijsten van Nederland. Het kwam tot de zevende plaats van de Single Top 100 en stond zeventien weken in de hitlijst. In de Top 40 piekte het op de 29e positie in de drie weken dat het in de lijst was te vinden. 